# Regiolis
Regiolis — сучасний французький електропоїзд компанії Alstom. Дослідний рухомий склад з двома головними і двома пасажирськими вагонами, побудований у 2011 році. Поїзд має 2 рівні й призначений для експлуатації на найбільш завантажених ділянках.

## Опис
Поїзд матиме низьку підлогу і буде доступний у двох типах: з електричним двигуном та електричним і дизельним двигуном.
Планується виробляти: трьохвагонні, чотирьохвагонні та шестивагонні поїзди. Остання версія зможе вмістити 650 пасажирів. Поїзд здатний досягати максимальної швидкості 160 км/год (дизель-електричний тип), в електричному режимі — 200 км/год.

## Галерея

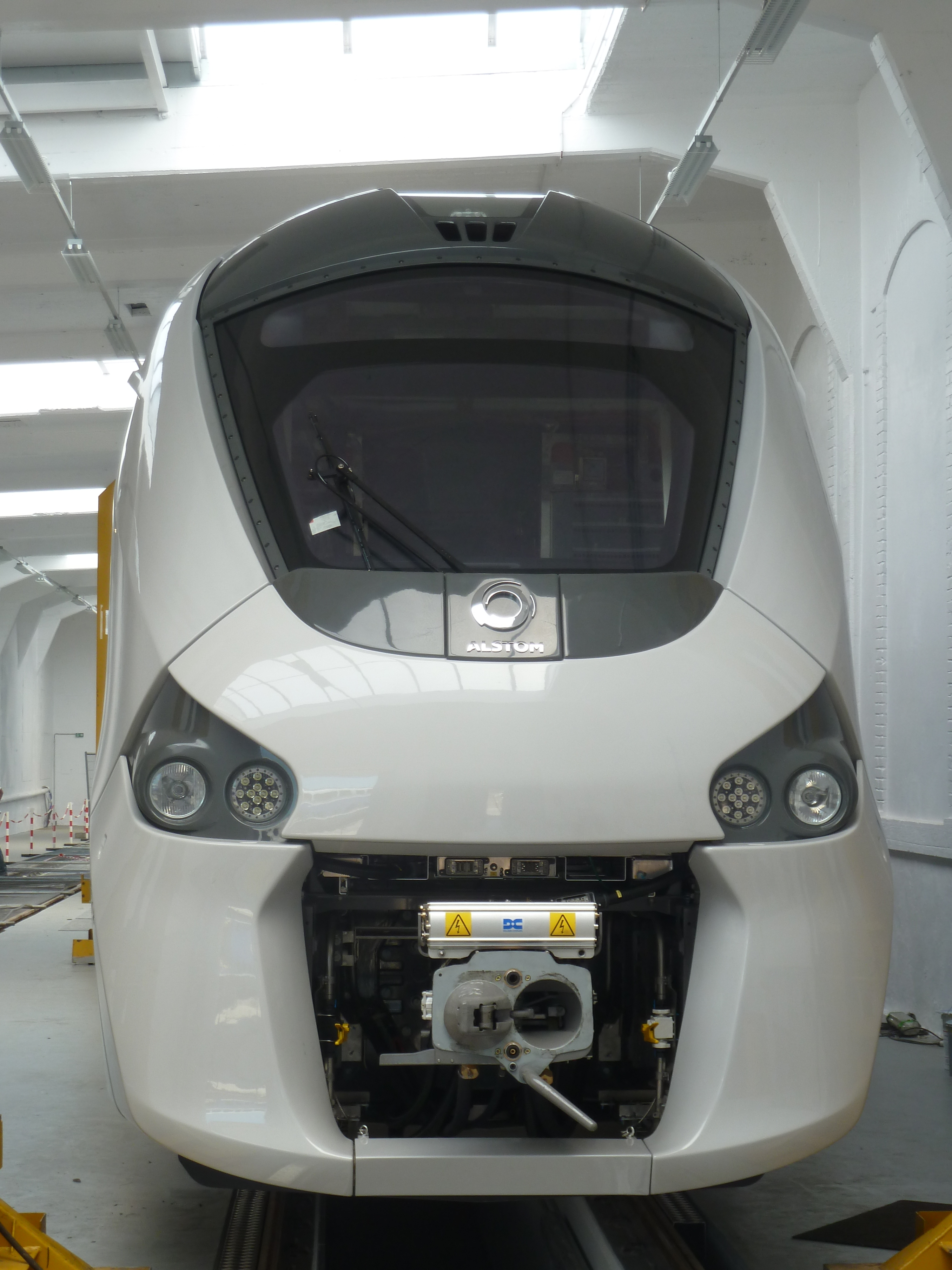
Вигляд з переду
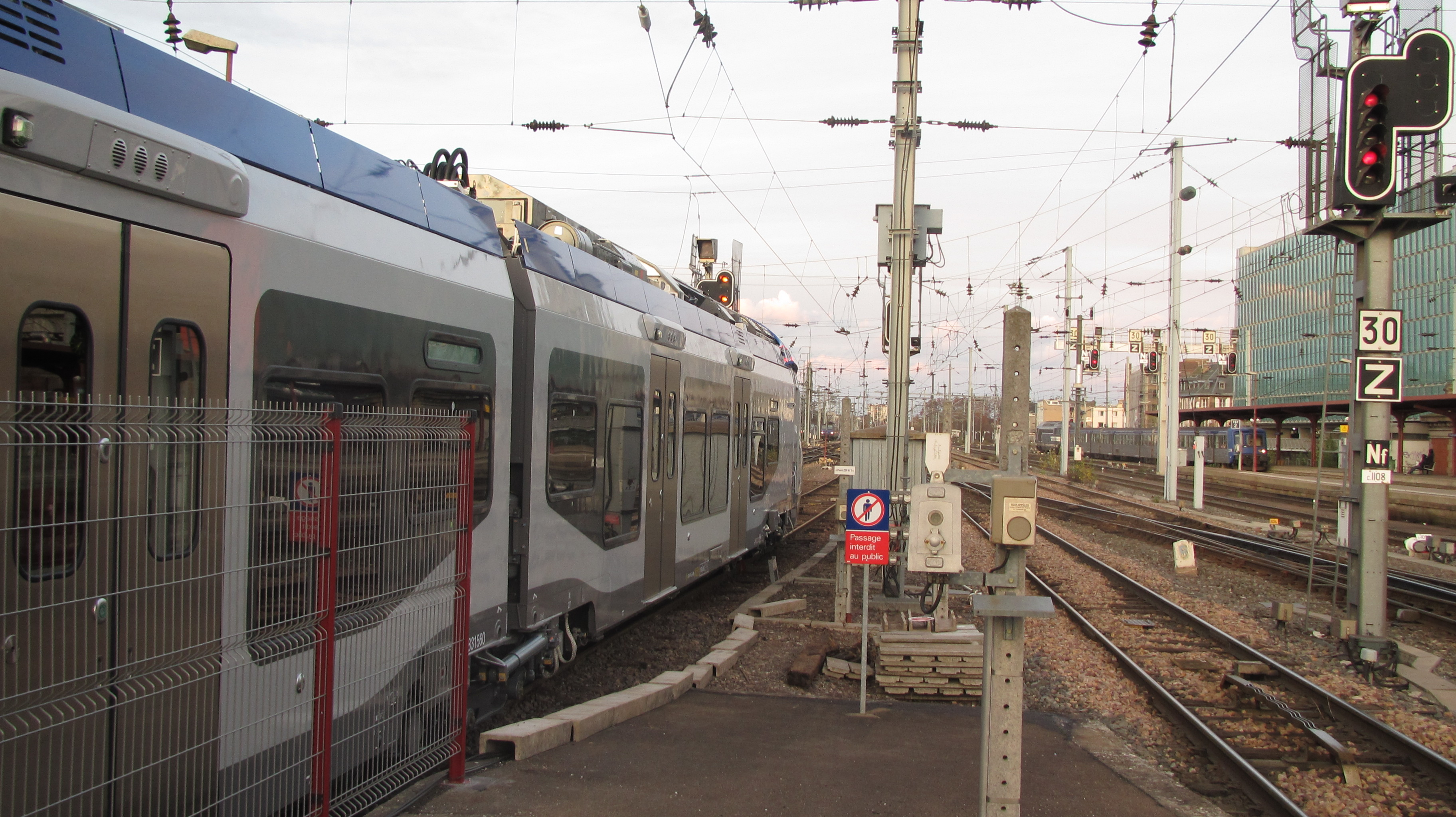
Вигляд з боку